# 랠프 커비
코니어스 커비(영어: Conyers Kirby, 1884년 3월 18일 버밍엄 ~ 1946년 4월 9일)는 랠프 커비(영어: Ralph Kirby)로도 알려진 잉글랜드의 프로 축구 선수로, 풋볼 리그의 버밍엄에서 활약했다. 그는 현역 시절 최우측 공격수로 활약하였다.

## 선수 경력
커비는 버밍엄의 보즐리 그린구 출신이다. 왕립 의무대 복무 시절, 그는 부대 대표로 축구를 하였고, 단거리 대회 우승을 거두었다. 1905년, 그는 서던 리그의 풀럼에 입단하여 4번의 리그 경기에 출전했다. 1906년, 시즌 말에 그는 버밍엄으로 이적하였고, 1906년 9월 6일, 뉴캐슬 유나이티드와의 안방 경기에서 버밍엄 소속으로 1부 리그 경기에 처음이자 마지막으로 출전했는데, 이 경기에서 버밍엄이 2-4로 패하였다. 그는 이후 블랙풀에 이적하여 단 한 번의 리그 경기에 출전하지 못한 뒤, 비리그 구단인 워스터 시티, 키더민스터 해리어스, 그리고 윌런홀을 거쳐 1913년에 풀럼으로 복귀했다.

## 감독 경력
현역에서 은퇴한 커비는 1918년에 스페인으로 건너가 심판일과 감독일을 시작했다. 그는 1920년대에 에우로파와 바르셀로나의 감독을 역임했다. 그는 1922년 8월에 에우로파의 감독으로 취임했다. 1923년, 그는 에우로파를 이끌고 카탈루냐 선수권 대회를 우승했다. 이후 에우로파는 카탈루냐를 대표로 코파 델 레이에 참가하여 세비야와 스포르팅 히혼을 꺾고 레스 코르츠에서 열린 결승전에 올랐으나, 아틀레틱 빌바오에게 0-1로 패하면서 준우승에 머물렀다.
커비는 이후 1924년 12월에 포쇼니 임레의 바통을 이어받아 바르셀로나의 감독이 되었다. 그의 첫 경기는 1925년 성탄절에 벌어진 퍼스트 비엔나와의 친선경기로, 2-0으로 이겼다. 그는 바르셀로나 감독으로 39경기를 지도했다.
1925년 9월, 그는 아틀레틱 빌바오의 감독이 되었고, 1926년 5월에 잉글랜드로 귀국했다.
커비는 1930-31 시즌에 다시 에우로파의 감독을 맡았다. 그러나, 에우로파는 리그 최하위의 성적을 거두면서 2부 리그로 강등되었다.

## 수상
에우로파
- 코파 델 레이 준우승: 1923
- 카탈루냐 선수권 대회: 1922–23

바르셀로나
- 코파 델 레이: 1925, 1926